# Arucas (Schiff)
Die Arucas war ein Frucht- und Passagierschiff des Norddeutschen Lloyd (NDL) für einen 1927 neu eingerichteten Dienst zu den Kanaren. Sie war eines von zwei Schwesterschiffen, die von der Reederei bei verschiedenen Werften für diesen Dienst bestellt wurden.
Anfang März 1940 versuchte die Arucas von Vigo in die Heimat durchzubrechen. Östlich von Island wurde sie von dem Schweren Kreuzer York gestellt und versenkte sich darauf selbst auf 63° 58′ 0″ N, 14° 43′ 0″ W.

## Geschichte des Schiffes
Bis 1927 waren die Kanarischen Inseln kein Ziel der Liniendienste des NDL. Nur die deutschen Afrikalinien hatten schon seit 1894 Las Palmas und später auch Teneriffa in ihre Liniendienste einbezogen. Im Frühjahr 1924 und 1925 hatte die Stinnes-Reederei mit der General San Martin auf Kreuzfahrten Teneriffa angelaufen. Der NDL hatte auch 1925 mit der München und 1926 mit der Stuttgart eine Winter-Kreuzfahrt nach Madeira und zu den kanarischen Inseln angeboten, denen weitere bis zum 7. Januar 1928 folgten. Da steuerte die ehemalige Prinzess Irene auf einer ihrer letzten Fahrten unter ihrem ersten Nachkriegsnamen Bremen und auf ihrer ersten Kreuzfahrt die Kanaren an. Der neugeplante Dienst sollte mit Abfahrten im 14-Tage-Rhythmus Touristen zu den Inseln transportieren, die dort Aufenthalte von einer oder mehreren Wochen buchten. Dazu sollten auf den Hinfahrten Stückgüter zu den Inseln transportiert werden, um auf der Rückfahrt Südfrüchte nach Hamburg zu transportieren. Sie waren der erste Nachkriegsneubau von Fruchtschiffen in Deutschland.
Für diesen neuen Dienst bestellte die Reederei zwei neue Dampfschiffe. Die relativ kleinen zweimastigen Dampfer erhielten ein großes Deckshaus mit einer Passagiereinrichtung für bis zu 48 Fahrgäste I. Klasse. Auftragnehmer für die Neubauten waren die Flensburger Schiffbau-Gesellschaft (FSG) und die Germaniawerft in Kiel. Die beiden etwas über 3.300 BRT großen Dampfschiffe wurden im August 1927 abgeliefert. Nach Kludas sollen beide neuen Schiffe bei der Taufe den Namen Orotava nach dem Orotava-Tal auf Teneriffa erhalten haben. Erst wenige Tage vor der Ablieferung sei der Neubau der FSG dann umbenannt worden. Benannt war das Schiff nach der Stadt Arucas auf Gran Canaria; erstmals führte ein Schiff des NDL diesen Namen.
Die unter der Baunummer 406 bei der FSG entstandene Arucas  lief am 2. Juni 1927 vom Stapel und wurde am 3. August 1927 als erstes der Schwesterschiffe an den NDL abgeliefert. Sie war mit einer Länge von 97,53 m registriert und war 14,28 m breit. Angetrieben wurde sie von einer bei der Bauwerft entstandenen Dreifach-Expansionsmaschine von 2.200 PSi, die dem Schiff über eine Schraube eine Geschwindigkeit von 12,5 Knoten (kn) gab. Die Arucas war mit 3.359 BRT vermessen und hatte eine Tragfähigkeit von 3.410 tdw. Neben Schiff und Ladung hatten die 52 Besatzungsangehörigen auch noch bis zu 48 Fahrgäste zu betreuen.

### Einsatzgeschichte derArucas
Die Arucas begann im August 1927 ihre Jungfernfahrt von Bremen nach Teneriffa, der das Schwesterschiff Oratava noch im Sommer folgte. Die Schiffe waren Linienschiffe und waren gut ausgelastet. Sie transportierten Touristen zu den Inseln. Kreuzfahrten zu den Inseln gab es neben dem NDL und der Hamburg-Süd seit September 1928 auch von der Hapag mit der Oceana, deren erste Reise erstmals als „Hapag-Kreuzfahrt“ bezeichnet wurde. Die Hapag und die anderen deutschen Reedereien hatte derartige Reise bis dahin als Gesellschafts-, Vergnügungs- oder Erholungsreisen bezeichnet. 1930 änderte sich die Bezeichnung der Oceana-Fahrt bis Teneriffa in „Atlantische Kreuzfahrt“ und der Begriff Kreuzfahrt begann sich für derartige Fahrten durchzusetzen.
1932 führte auch die Arucas zusätzlich zehntägige „Sonderfahrten“ nach Finnland in den Monaten Juni bis September durch, die zu einem Rundreisepreis von 220 bis 300 Mark angeboten wurden. Die konkurrierende Hapag setzte 1933 ihren neuen Westindien-Liner Cordillera auch zu den Kanaren ein. Über Weihnachten und Neujahr 1935/36 bot die Hamburg-Süd mit der Cap Arcona noch eine Luxuskreuzfahrt zu den Atlantikinseln an, der 1937 zwei dreiwöchige Fahrten von Hamburg über Lissabon und Casablanca zu den Kanaren folgten. Auch der Lloyd bot Ende 1937 eine 15-tägige Luxuskreuzfahrt bis zu den Kanaren auf der Columbus für ab 360 Mark an. Für das Jahresende 1939 hatten sowohl Hapag wie Lloyd eine Weihnachten- und Silvesterfahrt zu den Inseln angeboten. Die KdF-Fahrten hatten Atlantikfahrten lange nur bis Madeira im Angebot. Erst 1939 wurden sie bis Teneriffa ausgeweitet.
Die Arucas verließ am 12. August 1939 zum letzten Mal Deutschland mit 47 Passagieren. Auf Grund der Warnmeldungen zum bevorstehenden Kriegsausbruch lief sie auf der Rückreise den spanischen Hafen Vigo an und wurde dort aufgelegt. Im Frühjahr 1940 wurde beschlossen, dass die in neutralen Häfen liegenden deutschen Handelsschiffe vermehrt den Durchbruch in die Heimat versuchen sollten. Mit diesen Aktionen sollten sicher auch alliierte Kriegsschiffe aus den europäischen Gewässern abgezogen werden.

### Das Ende derArucas
Im Februar 1940 versuchten sechs deutsche Schiffe aus Vigo in die Heimat durchzubrechen. In der Nacht vom 9. auf den 10. Februar verließen die Morea (1.921 BRT), die Rostock (2.542 BRT), die Arucas (3.359 BRT), die Orizaba (4.354 BRT), die Wahehe (4.709 BRT) und die Wangoni (7.768 BRT) Vigo und versuchten durch den Nordatlantik nach Norwegen zu gelangen. Fünf der Schiffe gingen dabei verloren:
- bereits am 11. Februar wurde die Rostock durch den französischen Aviso Elan aufgebracht;[17]
- am 12. Februar erlitt die Morea das gleiche Schicksal durch den britischen Zerstörer Hasty[18]
- am 21. Februar wurde die Wahehe vom britischen Kreuzer Manchester und dem Zerstörer Kimberley südöstlich von Island aufgebracht;[19]
- am 26. Februar lief die Orizaba der Hapag vor der nord-norwegischen Küste bei Skjervoy nahe Hammerfest auf Grund und ging verloren;[20]
- am 1. März erreichte der Afrika-Liner Wangoni als einziges der aus Vigo ausgebrochenen Schiffe über Kiel ihren Heimathafen Hamburg, nachdem sie am 28. Februar vor Kristiansand einem Angriff des britischen U-Boots Triton entkommen war.[16][21]

Die Arucas wurde am 3. März bei starkem Sturm durch den britischen Schweren Kreuzer York östlich von Island entdeckt. Kapitän Robert Möhring ordnete die Versenkung und Räumung des Schiffes an. In der schweren See ertranken neben Möhring noch zwölf weitere Angehörige der Besatzung, bevor der britische Kreuzer die Überlebenden aufnehmen konnte. Möhring´s Verhalten, das ihm selbst das Leben kostete, wurde am 11. Mai 1940 durch die Umbenennung des Schwesterschiffes Orotava in Robert Möhring als vorbildlich dargestellt.

## Das SchwesterschiffOrotava
Das bei der Krupp-Germaniawerft gebaute Schwesterschiff Orotava war schon vor der Arucas im Mai 1927 vom Stapel gelaufen, aber erst am 16. August 1927 an den NDL abgeliefert worden. Es diente dann zusammen mit der Arucas auf der Linie zu den Kanaren. Das bei Kriegsausbruch in der Heimat befindliche Schiff wurde für den Seedienst Ostpreußen für bis zu 500 Tagesfahrgäste hergerichtet und machte seine erste Reise von Swinemünde nach Pillau noch im September 1939. Im Spätherbst 1939 erfolgte der letzte zivile Einsatz bei der Umsiedlung der Baltendeutschen ins neue Reichsgebiet. Am 11. Mai 1940 in Robert Möhring nach dem ertrunkenen Kapitän der Arucas umbenannt, kam das Schiff zuerst als Wohnschiff in Swinemünde in den Dienst der Kriegsmarine. 1941 wurde es erstmals als Verwundetentransporter eingesetzt. Ab 1944 wurde dies zum Dauereinsatz. Am 6. März 1945 sank die Robert Möhring bei einem schweren Luftangriff auf Saßnitz im dortigen Hafen, wobei 353 Tote zu beklagen waren. Die Reste des Schiffes wurden nach Kriegsende abgebrochen.